# Finski evrokovanci
Finski evrokovanci imajo tri različne motive, od katerih se dva nahajata na le po enem kovancu. Trije motivi finskih evrokovancev so:
- 50 centov: lev iz finskega grba, prej upodobljen tudi na finski marki,
- 1 evro: dva laboda, ki preletavata finsko pokrajino,
- 2 evra: plod in cvet barjanske robide (Rubus chamaemorus).

Kovanca za 0,01 € in 0,02 € na Finskem nista v obtoku. Skovali so ju le v majhnem številu za zbiratelje. Na Finskem so cene zaokrožene na 0,05 €; zaokrožijo se le končne vsote, medtem ko so posamezne cene izpisane na 0,01 € natančno.

## Podoba finskih evrokovancev
| Finski evrokovanci – zadnja stran       | Finski evrokovanci – zadnja stran | Finski evrokovanci – zadnja stran                                                          |
| 0,01 €                                  | 0,02 €                            | 0,05 €                                                                                     |
| --------------------------------------- | --------------------------------- | ------------------------------------------------------------------------------------------ |
|                                         |                                   |                                                                                            |
| Lev iz finskega grba                    |                                   |                                                                                            |
| 0,1 €                                   | 0,2 €                             | 0,5 €                                                                                      |
|                                         |                                   |                                                                                            |
| Lev iz finskega grba                    |                                   |                                                                                            |
| 1 €                                     | 2 €                               | Rob kovanca za 2 €                                                                         |
|                                         |                                   | SUOMI FINLAND (ime države v finščini in švedščini dveh uradnih jezikih) in tri levje glave |
| Laboda, ki preletavata finsko pokrajino | Plod in cvet barjanske robide     |                                                                                            |
|                                         |                                   |                                                                                            |

## Priložnostni kovanci za 2 evra
- 1. maja 2004 so izdali priložnostne kovance ob priključitvi novih držav k Evropski uniji.
- 24. oktobra 2005 je izšla nova serija priložnostnih kovancev za dva evra ob 60-letnici OZN-a in 50-letnici članstva Finske v OZN-u.
- Novembra 2006 bo v obtok prišla nova serija priložnostnih kovancev za dva evra ob stoletnici parlamentarnih volitev na Finskem.